# Kurt Robert Samuel von Schirnding
Kurt Robert Samuel von Schirnding (* 11. August 1930 in Wien; † 30. November 2010 in Kapstadt) war ein südafrikanischer Botschafter.

## Leben
Kurt Robert Samuel von Schirnding war der Sohn des Arztes Heinrich Schirndinger (siehe Schirnding).
Er war Bachelor der Universität Kapstadt.
Er trat 1952 in den auswärtigen Dienst und wurde in den diplomatischen Missionen in London, Bonn und Wien beschäftigt. Am 14. Oktober 1960 erhielt er Exequatur als Konsul in New York City.
Von 1972 bis 1977 vertrat er die Regierung von Balthazar Johannes Vorster bei der Internationalen Atomenergie-Organisation in Wien.
Von 1973 bis 1977 war er Botschafter in Wien.
Von 1977 bis 1980 war er Botschafter in Bonn.
Von 1980 bis 1983 wurde er im Außenministerium in Pretoria in leitender Funktion beschäftigt.
Von 1983 bis 1986 war er Vertreter der Südafrikanischen Regierung beim UNO-Hauptquartier.
Von 1987 bis 1993 war er Generaldirektor der South Africa Foundation.
| Vorgänger                | Amt                                                                       | Nachfolger             |
| ------------------------ | ------------------------------------------------------------------------- | ---------------------- |
| Simon Frank              | Südafrikanischer Botschafter in Österreich 1973–1977                      | Petrus Hendrik Meyer   |
| Albert Erich van Niekerk | Südafrikanischer Botschafter in Deutschland 1977–1980                     | Neil Peter van Heerden |
| Riaan Eksteen            | Vertreter der Südafrikanischen Regierung beim UNO-Hauptquartier 1983–1986 | —                      |